# Ржавца
Ржавца — река в России, протекает по Калининскому району Тверской области. Правый приток Волги.
Река берёт начало в сосновых лесах. В среднем течении воды реки текут по множеству каналов. Устье реки находится у деревни Якшино в 3133 км по правому берегу реки Волга. Длина реки составляет 4,7 км, площадь водосборного бассейна 46,5 км².

## Данные водного реестра
По данным государственного водного реестра России относится к Верхневолжскому бассейновому округу, водохозяйственный участок реки — Волга от города Зубцов до города Тверь, без реки Тверца, речной подбассейн реки — бассейны притоков (Верхней) Волги до Рыбинского водохранилища. Речной бассейн реки — (Верхняя) Волга до Куйбышевского водохранилища (без бассейна Оки).
Код объекта в государственном водном реестре — 08010100612110000001729.